# Rascafría
Rascafría là một đô thị trong Cộng đồng Madrid, Tây Ban Nha. Đô thị Rascafría có diện tích 150,27 km², dân số theo điều tra năm 2010 của Viện thống kê quốc gia Tây Ban Nha là 2004 người. Đô thị Rascafría nằm ở khu vực có độ cao 1163 mét trên mực nước biển.